# たまひよ
たまひよは、ベネッセコーポレーション（以下「ベネッセ」）が発行している情報誌の「たまごクラブ」と「ひよこクラブ」を合わせた呼び名である。また、それらに係わるWebサービスなどの名称でもある。

## 概要
ベネッセの「たまひよ」の名称を用いたサービスには、雑誌・Webサービス・モバイルアプリケーション・ECサイト・写真スタジオ・イベントがある。
「たまごクラブ」では妊娠から出産に関する情報を、「ひよこクラブ」では離乳食の進め方や赤ちゃんの世話、病気のホームケアなど育児に関する情報を提供する。
「たまごクラブ」「ひよこクラブ」の誌名の名付け親は、これらの創刊当時の編集者だった落語家の立川寸志である。

## 沿革
出典
- 1993年 - 「たまごクラブ」、「ひよこクラブ」の2誌を同時に創刊。「たま・ひよ（族）」という言葉が新語・流行語大賞で銅賞を受賞した。
- 1994年 - ムックの「妊娠大百科」、「離乳食大百科」、「たまひよの絵本」を発行。吹越満が出演するCMを放送した。
- 1996年 - 「たまひよ こっこクラブ」、グッズ選びの「たまひよいちおし本舗」を創刊。
- 1997年 - TVCMが「ACC CM FESTIVAL」（現：ACC TOKYO CREATIVITY AWARDS）を受賞。
- 1998年 - 通販サービスの「たまひよエクスプレス」（現：たまひよSHOP）を開始。
- 2000年 - 「プレたまクラブ」、「たまひよ家計簿」を発行。
- 2000年 - 「初めてのたまごクラブ」を創刊。たまひよブックスが累計1000万部突破した。阿部サダヲ、犬山犬子、吹越満、松永玲子が出演するCMを放送した。
- 2002年 - 「たまひよおせわぼっくす」、「たまひよ名づけ博士」を発売開始。阿部サダヲ、松永玲子が出演するCMを放送した。
- 2003年 - 「ケータイたまひよ」、「NETたまひよ」を開始。
- 2004年 - 通販サービスの「たまひよの内祝」を開始。近藤公園が出演するCMを放送した。
- 2005年 - 近藤公園、新谷真弓が出演するCMを放送した。
- 2006年 - 「bizmom」、「ママになろうよ」を創刊。「いちおしNET」を開始。近藤公園、新谷真弓が出演するCMを放送した。
- 2007年 - 幸せ倍増プロジェクト」を開始。「たまひよフェスタ」（現：たまひよ ファミリーパーク）を初開催。近藤公園、新谷真弓が出演するCMを放送した。
- 2008年 - TVCM「ママの誓い」が「ACC CM FESTIVAL」を受賞[12]。「バースファミリーアワード」を初開催。「befa!」を創刊。近藤公園、新谷真弓、矢柴俊博が出演するCMを放送した。
- 2009年 - 1927人の母親を対象にしたアンケートによって「今年最もハッピーを感じる著名人のパパとママ」を選ぶ「“キラ☆キラ”ママ＆パパ大賞」の発表を行った[13]。パパには杉浦太陽、ママには乙葉が選ばれた。吉川正洋、三原珠紀が出演するCMを放送した。
- 2010年 - TVCM「パパの弱音」が「ACC CM FESTIVAL」を受賞[14]。「たまひよnetプレミアム」を開始。吉川正洋、三原珠紀が出演するCMを放送した。
- 2011年 - 「たまひよ こっこクラブ」休刊。たまちゃん、ひよちゃんが登場するCMを放送した。
- 2012年 - テレビCM「たまひよ買ったよ」を公開。（映像）
- 2013年 - テレビCM「たまひよ買ったよ」が広告電通賞を受賞[15]。「まいにちのたまごクラブ」、「たまひよの写真スタジオ」を開始。
- 2014年 - 「妊活たまごクラブ」を創刊。
- 2015年 - 「たまごクラブ」の表紙が「コウノドリ」（TBSテレビ）とコラボレーションした。
- 2016年 - 創刊23周年「We Love BABY！」キャンペーンを「たまごクラブ」・「ひよこクラブ」の誌面、Webサイト、首都圏の会場で開催した。
- 2017年 - 創刊24周年「Enjyoy 1000 days 今の君と今を楽しむ」キャンペーンを開催。「たまひよの写真スタジオ」が来店者数10万人を突破。相武紗季が出演するCMを放送した。
- 2018年 - 創刊25周年「ミライ育児」キャンペーンを開催。長友佑都が出演、野田洋次郎がナレーションのCMを放送した。
- 2019年 - 創刊26周年「わたしのミカタ」キャンペーンを開催。堂本剛が「ひよこクラブ」の表紙を監修した。「パパと読むたまごクラブ」を創刊。

## 騒動
妊娠初期に女性を苦しめるつわりを「原因は精神面」や「スマホも影響」と主張する記事や、「セックスの仕方などで希望の性別を授かる確率を上げる」と解説する記事など、医学的に根拠のない誤った情報が「たまひよ」のサイトに掲載され、専門家らから批判を浴びた。本件に関する取材について同誌編集部は「個別の記事制作に関する見解については、現時点で個別の回答は差し控えさせて頂きます」と述べている。